# Empoasca williamsae
Empoasca williamsae är en insektsart som beskrevs av Rowland Southern 1982. Empoasca williamsae ingår i släktet Empoasca och familjen dvärgstritar. Inga underarter finns listade i Catalogue of Life.